# Pontificio Consejo para la Justicia y la Paz
El Pontificio Consejo para la Justicia y la Paz (Justicia y Paz) fue una parte de la Curia Romana dedicada a "los estudios orientados a la acción" para la promoción internacional de la justicia, la paz y los derechos humanos desde la perspectiva de la Iglesia católica. Con este fin, coopera con varios institutos religiosos y grupos de defensa, así como de organizaciones académicas, ecuménicas e internacionales. Se suprimió el 1 de enero de 2017 y sus competencias fueron asumidas por el Dicasterio para el Servicio del Desarrollo Humano Integral.[actualizar]
Entre sus obras de referencia se encontró el Compendio de la Doctrina Social de la Iglesia.

## Origen
El Concilio Vaticano II propuso la creación de un órgano de la Iglesia universal, cuya función fuera "estimular a la comunidad católica para promover el progreso en las regiones necesitadas y la justicia social en la escena internacional". Fue en respuesta a esta petición que el Papa Pablo VI creó la Comisión Pontificia de "Justicia y Paz" por un motu proprio el 6 de enero de 1967 (Catholicam Christi Ecclesiam). Dos meses más tarde, en la Populorum progressio, Pablo VI habla sucintamente del nuevo órgano sobre que "su nombre, es también su programa, la Justicia y la Paz" (n. 5). Esto y la encíclica Gaudium et spes, fueron los textos fundadores y los puntos de referencia para este nuevo órgano. Después de un período experimental de diez años, Pablo VI dio a la Comisión su estado definitivo con el motu proprio Iustitiam et Pacem, de 10 de diciembre de 1976. Cuando la Constitución Apostólica Pastor Bonus del 28 de junio de 1988 reorganizó la Curia Romana, el Papa Juan Pablo II cambió el nombre de Comisión por Pontificio Consejo, y volvió a confirmar las líneas generales de su trabajo.

## Los objetivos y el mandato
La Pastor Bonus definió los objetivos y el mandato del Pontificio Consejo para la Justicia y la Paz en los siguientes términos: "El Consejo promoverá la justicia y la paz en el mundo, a la luz del Evangelio y de la doctrina social de la Iglesia (art. 142 ). § 1. Se va a profundizar la doctrina social de la Iglesia y el intento de hacerla conocida y aplicada, tanto por los individuos y las comunidades, especialmente en lo que respecta a las relaciones entre trabajadores y empleadores. Estas relaciones deben ser cada vez más marcadas por el espíritu del Evangelio §2. Se reunirán y evaluaran los distintos tipos de información y los resultados de la investigación en la justicia y la paz, el desarrollo de los pueblos y las violaciones de los derechos humanos. En su caso, informará de ello a las asambleas de obispos las conclusiones obtenidas. Se hará fomentar las relaciones con las organizaciones católicas internacionales y con otros organismos, ya sean o no católicos, que están sinceramente comprometidos con la promoción de los valores de la justicia y la paz en el mundo §3. Se aumentará la conciencia de la necesidad de promover la paz, por encima de todo con motivo del Día Mundial de la Paz (art. 143). Se mantienen estrechas relaciones con la Secretaría de Estado, especialmente cuando se trata públicamente con problemas de la justicia y la paz en sus documentos o declaraciones (art. 144)".

## Estructura
El Pontificio Consejo para la Justicia y la Paz tuvo un presidente, asistido por un secretario y un subsecretario, todos nombrados por el Santo Padre para un período de cinco años. Un equipo de laicos, religiosos y sacerdotes de diferentes nacionalidades, trabajó con ellos para llevar a cabo los programas y actividades del Consejo. El Santo Padre nombraba también a unos cuarenta miembros y consultores que prestan servicios a título personal por un período de cinco años. Procedentes de diferentes partes del mundo, los miembros se reunían en Roma a intervalos regulares para una Asamblea Plenaria en la que cada uno de ellos, de acuerdo con sus antecedentes y experiencia profesional o pastoral, contribuía a la planificación general de las actividades del Consejo. Un punto culminante en la vida del consejo fue la asamblea plenaria, un momento de auténtico discernimiento de los signos de los tiempos. Los consultores, algunos de los cuales son expertos en la doctrina social de la Iglesia, podían ser llamados a participar en grupos de trabajo sobre temas específicos.

### Presidentes del Pontificio Consejo para la Justicia y la Paz
- Maurice Roy (6 de enero de 1967 al 16 de diciembre de 1976)
- Bernardin Gantin (15 de diciembre de 1976 al 8 de abril de 1984)
- Roger Etchegaray (8 de abril de 1984 hasta el 24 de junio de 1998)
- François-Xavier Nguyên Van Thuân (24 de junio de 1998-16 de septiembre de 2002)
- Renato Martino (1 de octubre de 2002 al 24 de octubre de 2009)
- Peter Turkson (24 de octubre de 2009 al 1 de enero de 2017)

### Secretarios del Pontificio Consejo para la Justicia y la Paz
- José Gremillion (1966-1974)
- Andrea Cordero Lanza di Montezemolo, (1976 - 5 de mayo de 1977)
- Roger Joseph Heckel, (1977 - 27 de marzo de 1980)
- Jan Pieter Schotte, (27 de junio de 1980 hasta el 20 de diciembre de 1983)
- Diarmuid Martin (1994 - 17 de enero de 2001)
- Giampaolo Crepaldi (3 de marzo de 2001 hasta el 4 de julio de 2009)
- Mario Toso, (22 de octubre de 2009 hasta el 1 de enero de 2017)